# A falka (film, 2006)
A falka (The Breed) egy 2006-os német-dél-afrikai-amerikai horror-thriller, melyet Nicholas Mastandrea rendezett. Az egész filmet Dél-Afrikában vették fel.

## Történet
Öt egyetemista elindul vakációzni egy kis szigetre. Egy faházban szállásolják el magukat, amit éppen most örökölt egyikük. Hamarosan azonban veszett kutyák lepik el a környéket, és nagyon veszélyesek.

## Szereplők
| Színész              | Szereplő | Magyar hang   |
| -------------------- | -------- | ------------- |
| Michelle Rodriguez   | Nicki    | Kéri Kitty    |
| Taryn Manning        | Sara     | Molnár Ilona  |
| Oliver Hudson        | John     | Rajkai Zoltán |
| Eric Lively          | Matt     | Seder Gábor   |
| Hill Harper          | Noah     | Varga Rókus   |
| Nick Boraine         | Luke     | ?             |
| Lisa-Marie Schneider | Jenny    | ?             |

## További információ
- Hivatalos oldal
- A falka a PORT.hu-n (magyarul)
- A falka az Internetes Szinkronadatbázisban (magyarul)
- A falka az Internet Movie Database-ben (angolul)
- A falka a Rotten Tomatoeson (angolul)
- A falka a Box Office Mojón (angolul)